# Haj (przystanek kolejowy w obwodzie mińskim)
Haj (biał. Гай, ros. Гай) – przystanek kolejowy w pobliżu miejscowości Szczomyślica i Mińsk, w rejonie mińskim, w obwodzie mińskim, na Białorusi. Leży na linii Moskwa - Mińsk - Brześć. Dawniej pod nazwą Roszcza (ros. Роща).